# ماني دياز
ماني دياز (بالإنجليزية: Manny Diaz)‏ هو سياسي أمريكي، ولد في 4 يوليو 1953. انتخب عضو جمعية ولاية كاليفورنيا.